# Cissus neei
Cissus neei är en vinväxtart som beskrevs av T.B. Croat. Cissus neei ingår i släktet Cissus och familjen vinväxter. Inga underarter finns listade i Catalogue of Life.